# Natalka Poltawka (Drama)
Natalka Poltawka ist ein Drama des ukrainischen Schriftstellers Iwan Kotljarewskyj, geschrieben 1819. Natalka Poltawka ist ein soziales und häusliches Drama. Dies ist das erste Werk des neuen ukrainischen Dramas, in dem die Zeichen von Sentimentalität und Realismus kombiniert wurden.

## Entstehungsgeschichte
Für den Autor war der Anstoß zum Schreiben von Natalka Poltawka das Leben der ukrainischen Gesellschaft, lyrische und alltägliche, rituelle Lieder und Balladen. Inspiration für die Abfassung des Werks war auch ein Stück von Oleksandr Schachowskyi, in dem Kotljarewskyj das damalige ukrainische Dorfleben falsch dargestellt sah. Er beschloss daher, ein eigenes Theaterstück über ukrainische Bauern zu schreiben, und nannte sein Werk Natalka Poltawka.
Iwan Kotljarewskyj definierte das Genre wie folgt: „Oper in zwei Akten, die viel Musik und Lieder beinhaltet.“

## Figuren
Es gibt 6 Figuren im Stück, und jede von ihnen spielt eine wichtige Rolle bei der Entfaltung der Handlung. Die Helden sind Natalka, Petro (ihr Geliebter), Terpylicha (Natalkas Mutter), Mykola (Natalkas Verwandte), Teterwakowskyj (ein wohlhabender Bauer, der Natalka umwarb) und Makogonenko (hatte eine hohe Position im Dorf).

## Oper
Die bekannteste Produktion ist die Oper Natalka Poltavka von Mykola Lysenko. Die Uraufführung dieser Oper in 3 Akten fand 1889 im Theater von Odessa statt. Die Produktion ist bekannt für ihre Volkslieder in einem makellosen Arrangement von Lysenko.

## Verfilmung

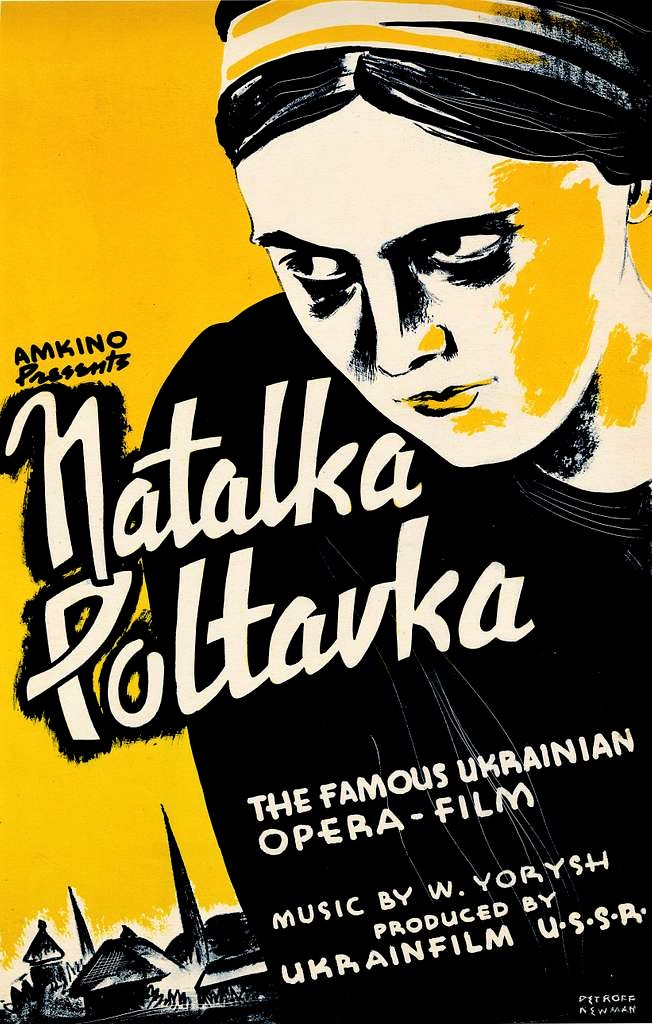
Plakat für den Film Natalka Poltawka, 1936

Das Stück zog die Aufmerksamkeit vieler Regisseure und Künstler auf sich. Das Werk wurde erstmals 1936 vom ukrainischen Regisseur Ivan Kavaleridze im Ukrainfilm-Studio gedreht. Dies ist die erste Filmoper in der ukrainischen Filmindustrie – eine Verfilmung der Oper von Mykola Lysenko. Der gleichnamige Film "Natalka Poltawka" wurde 1969 vom nach O. Dovzhenko benannten Filmstudio erneuert. Die zweite Verfilmung der Oper ist Natalka Poltavka, ein ukrainischer Fernsehfilm der Oper, der 1978 auf Ukrtelefilf gedreht wurde.

## Handlung
Der Beginn der Handlung ist Natalkas Treffen mit Teterwakowskyj, der ihr anbietet, ihn zu heiraten. Zu diesem Zeitpunkt wartet Natalka jedoch von ihrem Verdienst auf ihren geliebten Peter.
Die Eltern von Natalka Poltawka nahmen Peter einst auf. Natalka und Peter verliebten sich ineinander und der Vater warf Peter aus dem Haus. Peter musste zur Arbeit gehen. Natalkas Vater stirbt und arme Witwe Terpylyha verkauft das Anwesen und kauft mit ihrer Tochter eine kleine Hütte im Dorf. Borys Teterwakowskyj wirbt um Natalka. Sie will das nicht, weil sie in Peter verliebt ist, willigt aber trotzdem ein, Teterwakowskyj zu heiraten, um der Familie zu helfen, schwere Zeiten zu überstehen.
Der Höhepunkt des Stücks tritt ein, als Natalka sich gegen das Schicksal weigert, Teterwakowskyj zu heiraten, und Peter ihr stattdessen sein ganzes Geld anbietet, das er verdient hat. Aber bewegt von solcher Kraft der Liebe und Selbstaufopferung segnet Teterwakowskyj Peter und Natalka.

## Ausgaben
- Frühes ukrainisches Drama / Ed. P. Rulin. — Kiew, 1927